# Люй Пек
Люй Пек (др. кырг. 𐰠𐰈𐰘:𐰯𐰂𐰚, Lüj Päk) — средневековый государственный деятель и врач в Кыргызском каганате. Упоминается на руническом памятнике Е-61 (Шаньчи-I).

## Известные сведения
Руническая эпитафия Люй Пека посвящена «прощению» с его государством, каганом и супругой. В чтении имени «Люй Пек» нет полной уверенности, существует две версии трактовки биографии врача; первая — Люй Пек был этническим китайцем, врачом по профессии, который был женат на представительнице кыргызского княжеского рода; вторая — Люй Пек был этническим кыргызом (тюрком), который мог получить китайское имя в связи со своим изучением китайской медицины, проходя в Империи Тан обучение.

## Рунический памятник
Памятник был открыт А. Д. Грачем в 1962 году в местности Суглук-Адыр-Аксы (современная Тыва. На данный момент хранится в Минусинском краеведческом музее. Перевод памятника согласно И. В. Кормушину:
- (1) О, мое государство, мой хан, — о, жаль мне!
- (2) О, моя жена в женских покоях, — о, жаль мне!
- (3) Я — врачеватель Люй Пек.